# Henschel Hs 130
Die Henschel Hs 130 war ein von den Henschel Flugzeug-Werken entworfener und gebauter Bomber sowie Fernerkundungsflugzeug für große Höhen.
Entwickelt wurde das Flugzeug im Jahre 1939, nachdem die Arbeiten an der Henschel Hs 128 eingestellt worden waren, da das Reichsluftfahrtministerium einen Bomber bzw. einen Aufklärer für große Höhen forderte. Das Flugzeug war ein freitragender Tiefdecker in Ganzmetallbauweise mit einziehbarem Normalfahrgestell. Analog zur Hs 128 verfügte auch die Hs 130 über eine Druckkabine sowie über Abgasturbolader. Gebaut wurden nur wenige Versuchsmuster in unterschiedlichen Ausführungen.

## Baureihen
- Henschel Hs 130 A:
Aufklärerversion mit geplanten Daimler-Benz-Motoren DB 601 D mit Zweistufenladern. Da nicht verfügbar, gebaut mit DB 601 R, wobei eine Höhe von 12.500 m erreicht wurde. Spätere A-Version mit DB-605-Motoren gefertigt.
- Henschel Hs 130 B:
Bomberversion der A-Version, nur Attrappenbau
- Henschel Hs 130 C:
Neuentwicklung auf Basis der Hs 130, ähnlich der Dornier Do 217 K, Fertigung der Versuchsmuster gegen Ende des Krieges eingestellt.
- Henschel Hs 130 D:
A-Version mit DB-605-Motoren mit Turboladern von Argus und der DVL
- Henschel Hs 130 E:
A-Version mit vergrößerter Spannweite für Steigerung der Dienstgipfelhöhe und Höhenladerzentrale (HZ-Anlage) mit drittem Motor DB 605 T, der einen Kompressor zur Verdichtung der Verbrennungsluft für alle Motoren antrieb. Es wurden vier Exemplare gefertigt. Leistungsfähigstes Höhenflugzeug der deutschen Luftwaffe im Zweiten Weltkrieg.
- Henschel Hs 130 F:
Projekt mit vier BMW-801-Motoren

## Technische Daten
| Kenngröße             | Daten (Henschel Hs 130 E)                    |
| --------------------- | -------------------------------------------- |
| Länge                 | 19,73 m                                      |
| Spannweite            | 33,0 m                                       |
| Höhe                  | 5,54 m                                       |
| Flügelfläche          | 85,0 m²                                      |
| Flügelstreckung       | 12,8                                         |
| Leermasse             | 12.200 kg                                    |
| Startmasse            | 16.700 kg                                    |
| Höchstgeschwindigkeit | 610 km/h in 14.000 m Höhe                    |
| Dienstgipfelhöhe      | 15.100 m                                     |
| Reichweite            | 2.250 km                                     |
| Bewaffnung            | 2 × 500-kg-Bombe (oder 2 × 900-l-Abwurftank) |